# Caryomyia asteris
Caryomyia asteris är en tvåvingeart som beskrevs av Gagne 2008. Caryomyia asteris ingår i släktet Caryomyia och familjen gallmyggor. Inga underarter finns listade i Catalogue of Life.